# Чулино (Омская область)
Чулино — деревня в Горьковском районе Омской области. Входит в состав Астыровского сельского поселения.

## История
Основана в 1918 году. В 1928 году выселок Чулинский состоял из 42 хозяйств, основное население — русские. В административном отношении находился в составе Лодочного сельсовета Калачинского района Омского округа Сибирского края.

## Население
| 2002 | 2010 | 2021 |
| ---- | ---- | ---- |
| 197  | ↘134 | ↘117 |

## Улицы
В деревне имеются две улицы: Зелёная и Центральная.